# Rückeneinlage
Rückeneinlage ist ein Fachbegriff aus der Buchbinderei. Die Rückeneinlage befindet sich zwischen Vorder- und Rückendeckel des Bucheinbandes und besteht aus Graupappe (Schrenz), Karton oder Altpapier. Die Rückeneinlage dient unter anderem auch dazu, Rückenhülsen oder an der Außenseite der Rückeneinlage vor dem Überziehen falsche Bünde zu befestigen.
Durch die geringe Materialstärke der Rückeneinlage ist es möglich, Bücher mit einem runden Rücken sowohl handwerklich als auch maschinell in einer Buchstraße zu fertigen. Bei Büchern mit geradem Rücken können auch stärkere Pappen als Rückeneinlage benutzt werden.
Die Breite der Rückeneinlage wird bei einem geraden Rücken wie folgt ermittelt:
- Man legt die beiden Pappdeckel abgesetzt an den Buchblock an, der Abstand sollte auf jeden Fall der Falzbreite von etwa 8 mm entsprechen, und misst die Länge mit dem Lineal. (2× Pappstärke+Buchblockhöhe)

- Bei einem runden Rücken legt man die Pappe ebenfalls abgesetzt (im Normalfall die Falzbreite) an und misst am gerundeten Buchrücken entlang. Bei Bucheinbänden mit dickeren Pappstärken (>3 mm) ist die Pappstärke bei der Rückeneinlage mit zu beachten.